# 広渡敬雄
広渡 敬雄（ひろわたり たかお、1951年4月13日 - ）は、日本の俳人。

## 人物
福岡県遠賀郡岡垣町生まれ。福岡県立修猷館高等学校を経て、九州大学法学部を卒業。
1989年より俳句を始め、1990年「沖」に入会。能村登四郎に師事。1997年「沖」潮鳴集同人、現在俳人協会評議員、「塔の会」幹事、日本文藝家協会会員。1999年第一句集『遠賀川』上梓（ふらんす堂）（第5回中新田俳句大賞次席）。2005年第51回角川俳句賞次点により「沖」蒼芒集同人。2005年「青垣」（大島雄作代表）創刊参加（のち退会）。2009年第二句集『ライカ』上梓（ふらんす堂）、『脚注名句シリーズII-5 能村登四郎集（俳人協会）』を分担執筆。2012年第58回角川俳句賞受賞。2013年超結社『塔の会』入会。『塔の会』第九集作品「間取図」88句他。2016年第三句集『間取図』上梓（角川出版）、（第3回千葉県俳句大賞準賞、第56回俳人協会賞次点）。2018年『塔の会』第十集作品「春炬燵」88句他。2021年『俳句で巡る日本の樹木50選』上梓（本阿弥書店）。2023年『塔の会』第十一集作品「御来迎」88句他、2024年『全国・俳枕の旅６２選』上梓（東京四季出版）(第20回日本詩歌句協会評論部門優秀賞）。同年、第四句集『風紋』上梓（角川書店）（第10回千葉県俳句大賞）。
日本山岳会会員でもあり、山岳俳句、自然詠の作品には定評がある。最近は、震災関連、生き物への慈愛、俳諧味等句風の広がりも注目されている。代表句に「悴みて登頂時刻のみ記せり」「麦の芽の一寸伸びし遠賀川」（『遠賀川』収録）、「父の日やライカに触れし冷たさも」「みづならは綿虫の来る淋しい木」（『ライカ』収録）、「靄を生み靄を走れり雪解川」「間取図に手書きの出窓夏の山」「裏返りつつ沢蟹の遡る」）「草を擦りつつ登りゆく鯉幟」「横顔は子規に如くなしラフランス」（『間取図』収録）、「風紋は沖よりのふみ夕千鳥」「死ぬるまで泳ぐ魚や星月夜」「春炬燵目薬ぽいと投げくれし」「献杯は眉の高さに小鳥来る」「ご来迎彼の世の我に手を振りぬ」等がある。